# Культурный центр Павла Флоренского в Сергиевом Посаде

Культурный центр Флоренского в Сергиевом Посаде

Культурный центр Флоренского в Сергиевом Посаде

Культурный центр Флоренского в Сергиевом Посаде

Культурный центр Флоренского в Сергиевом Посаде

Рождественский арт-фестиваль в Сергиевом Посаде

Создание культурного центра Павла Флоренского в Сергиевом Посаде — одно из главных направлений деятельности Фонда науки и православной культуры священника Павла Флоренского. Музей располагается по адресу ул. Вифанская, 2. Здесь (в Сергиевом Посаде), как писал Павел Флоренский, «ощутительнее, чем где-либо бьется пульс русской истории».
В Музейный комплекс отца Павла Флоренского входят:
- здание музея с пристройкой около 1800 м². (является памятником истории и культуры федерального значения);
- территория усадьбы — комплекс помещений вокруг Музея.

## Экспозиция
Все материалы экспозиции уже имеются и сформированы по разделам. Правда пока работает одна временная экспозиция: «Лицо и лик», Павел Флоренский в фотографиях и портретах. Открытие первой экспозиции: июль 2017 г.
Экспозиция Музея отца Флоренского состоит из материалов, связанных с деятельностью и жизнью отца Флоренского (биографические, мемориальные, церковно-богослужебные, научно-технические), а также из материалов, посвященных его близкому окружению (семья Трубецких, семья П. Я. Павлинов, В. А. Фаворского, семья И. Ф. Огнева, семья В. В. Розанов, В. А. Комаровский, А. П. Голубцова, Ю. А. Олсуфьев, М. А. Новоселов, М. В. Боскин и другие).
В экспозиции Музея отца Флоренского входят в основном те материалы, которые были переданы их владельцами Фонду науки и православной культуры священника Павла Флоренского на временное хранение.
Планируется с особой полнотой представить материалы, которые раскрывают творческую деятельность и события жизни отца Флоренского в Сергиевом Посаде: служение в Благовещенском храме и церкви во имя равноапостольной Марии Магдалены Убежища сестер милосердия Красного Креста, преподавание и учёба в Московской Духовной Академии, преподавание в Сергиевском институте народного образования (с 1919 г. по 1921 г.), в Сергиево-Посадской женской гимназии (с 1908 г. по 1909 г.), деятельность ради спасения церковно-исторических святынь и культурных ценностей Сергиева Посада и Троице-Сергиевой Лавры, а также представление друзей и знакомых, посещавших дом Флоренских в Сергиевом Посаде (А. Ф. Лосев, С. Н. Булгаков, В. Хлебников, А. Белый, М. В. Нестеров, М. Волошин, Н. Я. и И. С. Ефимовы, А. С. Голубкина, М. Ф. Жегин, М. В. Юдина, В. В. Шергин, О. Д. Форш).
Схема экспозиции Музея строится по тематическому и историко-биографическому принципу, позволяющему раскрыть не только жизнь, творчество и личность отца Флоренского, но ещё и его окружение и памятные места, связанные с его личностью.

## Отделы
В качестве особых отделов в Музее будут представлены:
- Исповедники и Новомученики Российские, профессоры Московской Духовной Академии после её возобновления в 1946 г., духовенство Троице-Сергиевой Лавры и Сергиева Посада в XX в.;
- научные изобретения и открытия,
- Соловки, Гулаг, последние годы жизни.
- нумизматический отдел,
- музыка и искусство (коллекция иллюстраций и рисунков самого отца Павла), работы многих известных художников (Фаворского, Нестерова) и современников,
- убежище Красного Креста, где прошло служение отца Павла,
- русская философия и экспозиция, посвященная русским философам: В. Розанову, Л. Тихомирову, К.Леонтьеву.

Планируется организация экскурсии «Священник Павел Флоренский в Сергиевом Посаде и его окрестностях» по особо значимым местам, являющимися памятниками истории и культуры федерального значения:
- мемориальный дом отца Павла Флоренского (вторая половина XIX в., улица Пионерская, дом 19), где он жил в 1915—1933 годах.[3]
- Ансамбль приюта общества Красного Креста (1910—1911 гг., улица Митькина, дом 37), в домовом храме которого отец Павел служил в 1912—1921 гг.

Здание Музея и комплексса должно состоять из экспозиционных площадок, хранилища фондов, выставочного зала и зала для выступлений и конференций, студии православного кино-телевидения («Золотой Витязь»), реставрационно-иконописной мастерской, школы русской агиологии, научно-справочных кабинетов для сотрудников Музея, экскурсионно-методического кабинета, кабинета оформительских работ и реставрации, административных кабинетов, раздевалки, туалета, подсобной комнаты, кафе, магазина, гостиницы и лавки.
Первый вариант этой концепции разрабатывался в 1995 г. и был ориентирован на здание по адресу улица Вифанская 2, которое является памятником истории и культуры федерального значения, сгоревшее в 2007 г. Государственный (ныне Российский) Исторический музей составил отзыв на концепцию 1995 года:
«Актуальность и полезность проектируемого научно-мемориального музея-центра П. А. Флоренского, важность его в культурно-образовательной инфраструктуре Сергиева Посада, как и в духовной жизни России в целом, не вызывает сомнений. Государственный Исторический музей готов оказать необходимую музейно-методическую и практическую помощь в организации Музея и создании его экспозиций». Ученый секретарь ГИМа кандидат исторических наук И. В. Федосеева, Старший научный сотрудник ГИМа кандидат философских наук Н. Н. Лисова, 10 июля 1995 г.

## Рождественский арт-фестиваль в Сергиевом Посаде[4]
8-25 января 2016 г. в Сергиевом Посаде прошел Рождественский арт-фестиваль, организованный Фондом науки и православной культуры священника Павла Флоренского. На Фестивале были представлены старинные традиции празднования Рождества. Посетители могли принять участие в красочном вертепном представлении, послушать Рождественские колядки, кружится в танце народного хоровода и быть непосредственными участниками в перформансе «Елка пожеланий», а также в других интересных конкурсах. На территории сквера были представлены музыкальные арт-объекты, художественные световые, деревянные инсталляции и снежные скульптуры. В специальном световом домике посетители могли посмотреть выставку исторических рождественских фотографий. Фестиваль завершился огненным арт-шоу с фейверком и зажжением Вифлеемской звезды. Скульптор-монументалист, художник Мария Тихонова провела специальные мастер классы для желающих. Адрес Рождественского арт-фестиваля: Сергиев Посад, ул. Вифанская 2, вход со стороны ул. Пионерская д. 19. Рождественский арт-фестиваль входит в программу форума искусств МКФ «Золотой витязь».